# Chuyện cổ tích dành cho người lớn
Chuyện cổ tích dành cho người lớn là cuốn sách bao gồm những câu chuyện mang tính chất hài hước, buồn chán, mệt mỏi liên quan đến độ tuổi người lớn.
Chuyện cổ tích dành cho người lớn được viết bởi nhà văn Nguyễn Nhật Ánh dành cho người lớn, hình ảnh bìa vẽ một người đàn ông đang bê một chiếc bát và đồng thời cũng làm rơi chiếc đĩa. Phía sau là một người phụ nữ đang ngồi trên sô-pha uống trà. Phần tóm tắt của câu chuyện là phần đầu của truyện ngắn Chuyện cổ tích dành cho người lớn (cùng tên với truyện). 

## Tóm tắt một số câu chuyện
Con ruồi: Người vợ nấu một cốc sữa cho người chồng của mình đang ốm, nhưng người chồng thấy một con ruồi trong cốc sữa và nghi rằng mình vừa uống một con ruồi vào bụng. Từ đó hai vợ chồng cãi nhau và sau cuộc cãi nhau, người chồng điếng hồn khi thấy con ruồi chỉ là một mẩu lá trà.
Chuyện cổ tích dành cho người lớn: Người chồng trong câu truyện luôn rong chơi, nhưng cũng vì thói đó mà anh bị cha mẹ và người vợ ghét bỏ. Từ đó, anh gặp Bụt và Bụt đã hoàn thiện ước mơ của anh: rong chơi được mà không ai phát hiện ra. Nhưng sau đó, anh phát hiện ra có gì đó rất bất thường trong nhà và phát hiện ra có kẻ giả mạo anh mỗi lần  đang rong chơi đâu đó. Anh bắt Bụt thu hồi lại phép thuật và bắt đầu đối xử với người vợ tốt hơn.
Sợ vợ lợi hay hại: Câu truyện tóm tắt những lựa chọn của người chồng đối với những tình huống anh gặp khi về nhà muộn, và anh nghĩ rằng hầu hết những lựa chọn đó sẽ có lợi cho vợ.
Nhân vật nữ của tôi: Trong câu truyện, người chồng muốn viết nên một câu truyện về phụ nữ, nhưng người vợ khi nhìn thấy cuốn truyện đó nghi rằng người chồng đang có ý đồ và bắt anh phải sửa đổi lại tên và đặc điểm của người phụ nữ trong truyện. Cuối cùng, người đàn ông bỏ cuộc với cuốn truyện và cầu mong rằng người vợ bỏ tính cách ghen tuông đi.